# The Phantom of the Opera (comédie musicale)
Pour les articles homonymes, voir Le Fantôme de l'Opéra (homonymie).
Ne doit pas être confondu avec Phantom (comédie musicale).
The Phantom of the Opera est une comédie musicale d'Andrew Lloyd Webber, sur un livret de Charles Hart, créée au Her Majesty's Theatre en septembre 1986. La trame s’inspire du roman Le Fantôme de l'Opéra de Gaston Leroux. The Phantom of the Opera est considérée comme l'une des plus célèbres œuvres de Lloyd Webber, aux côtés de Jesus Christ Superstar, Evita et Cats.

## Résumé
En 1881, la jeune Christine Daaé connaît des débuts triomphants à l'Opéra de Paris. Elle a pour professeur un compositeur talentueux qui œuvre dans l'ombre et qu'elle n'a donc jamais vu.
Cet homme s'avère aussi strict envers elle que dans la gestion du théâtre. Par son talent et ses exigences, l'illustre inconnu est le maître incontesté des lieux. Pour Christine, il est l'Ange de la Musique ; pour les autres, il est le terrifiant Fantôme de l'Opéra, un homme masqué qui rôde dans les tréfonds du bâtiment.
Les retrouvailles entre Christine et Raoul de Chagny, son ami d'enfance, sèment la discorde. Le Fantôme est prêt à tout pour son Art et l'amour de Christine, quitte à assassiner ceux qui s'interposent...

## Argument détaillé

### Prologue
En 1911, l'Opéra de Paris organise une vente aux enchères. Les lots sont d'anciennes reliques liées au théâtre. Parmi les acquéreurs se trouve un homme âgé, le vicomte Raoul de Chagny. Le vicomte achète le lot 665, une boîte à musique sur laquelle figure un petit singe, qu'il contemple avec une infinie tristesse.
Le lot suivant, le 666, est un lustre cassé, rénové en partie grâce à l'électricité. Le commissaire-priseur précise que ce lot est lié à un fait divers sinistre : « l'étrange affaire du Fantôme de l'Opéra, un mystère qui ne fut jamais entièrement élucidé ». Il ordonne à ses assistants de lancer le courant et d'allumer le lustre. Celui-ci s'illumine et s'élève jusqu'au plafond. La scène s'éclaire de toute part, renvoyant le public des décennies plus tôt et rendant à l'Opéra sa grandeur de jadis (Ouverture).

### Acte I
En cette année 1881, l'Opéra prépare sa tout nouvelle production : Hannibal (Hannibal Rehearsal). Carlotta Guidicelli, la prima donna soprano attitrée des lieux, commence à interpréter son aria. A cet instant, une partie du décor s'effondre et dégringole depuis les combles. Les choristes, effrayés, évoquent alors un certain Fantôme de l'Opéra...
Les nouveaux propriétaires du théâtre, Richard Firmin et Gilles André, tentent de minimiser l'accident. En vain : Carlotta s'en va, furieuse, en promettant de ne jamais revenir. Madame Giry, la maîtresse de ballet, suggère alors que Christine Daaé la remplace. Christine est une simple choriste, orpheline d'un éminent violoniste suédois, mais elle a été formée à l'art du chant et peut remplacer la prima donna. Le spectacle se jouant à guichets fermés, les propriétaires auditionnent la jeune fille à contrecœur. Ils s'émerveillent néanmoins de son talent et de sa prestance, acceptant cette solution.
Le soir venu, Christine les sauve de la débâcle et illumine l'Opéra grâce à son interprétation (Think of Me). Parmi les spectateurs, le nouveau mécène de l'Opéra observe la jeune prodige avec émerveillement. Il s'agit de Raoul, vicomte de Chagny, qui reconnaît en elle son amie d'enfance et ancienne camarade de jeu. La représentation s'achève sur les ovations du public et la promesse de Raoul de renouer avec Christine.
Dans les coulisses, après son triomphe, Christine se confesse à son amie Meg, la fille de Madame Giry. Elle lui avoue que son chant lui a été inspiré par un tuteur invisible, qu'elle connaît sous le seul surnom d'« Ange de la Musique » (Angel of Music). Ce professeur, exigeant et talentueux, la fascine autant qu'il semble l'intimider. Raoul rend visite à Christine dans sa loge. Tous deux se remémorent les « étranges histoires du Nord » que son défunt père avait l'habitude de leur conter. Christine confie à son ami que l'Ange lui a rendu visite et lui a appris à chanter (Little Lotte). Raoul suppose qu'il s'agit d'une métaphore poétique et insiste pour emmener Christine dîner, malgré les protestations de cette dernière qui redoute la réaction de son Ange.

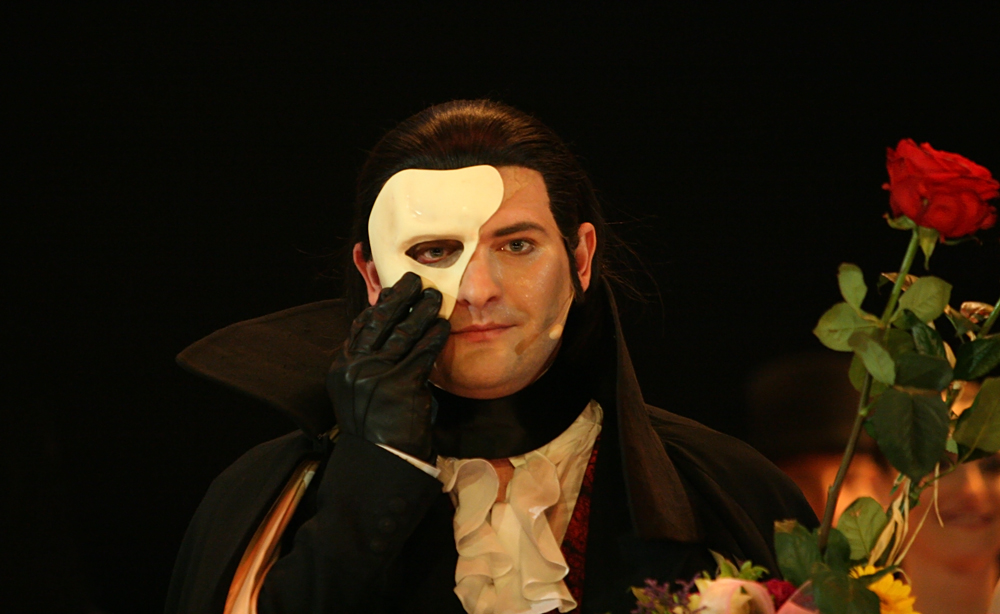
Paweł Podgórski incarne le Fantôme dans la production polonaise.

Lorsque Raoul la quitte, Christine entend la voix jalouse de son Ange et le supplie de se révéler. Ce dernier, qui s'avère être le Fantôme de l'Opéra, apparaît dans sa psyché (The Mirror /  Angel of Music (Reprise)). Christine est irrésistiblement attirée à travers le miroir par le Fantôme. Ce dernier la conduit dans les dédales de l'établissement, jusqu'aux profondeurs secrètes de l'Opéra. Ils empruntent une barque et traversent un lac souterrain, où se trouve le repaire du Fantôme (The Phantom of the Opera).
Son mystérieux hôte explique à Christine qu'il l'a choisie pour chanter ses compositions. La jeune fille se retrouve face à un miroir qui lui renvoie son reflet vêtu d'une robe de mariée. Lorsque le reflet étend ses bras vers la vraie Christine, celle-ci s'évanouit. Le Fantôme l'allonge sur un lit et la couvre tendrement de son manteau, sans cacher le désir qu'elle lui inspire (The Music of the Night).
Alors que le Fantôme s’attelle à composer, Christine s'éveille au son d'une boîte à musique sur laquelle figure un petit singe (I Remember). Dévorée par la curiosité, elle se glisse ensuite derrière son professeur. Elle soulève son masque et aperçoit son visage défiguré. Le Fantôme vilipende son indiscrétion, puis exprime tristement son désir d'être aimé (Stranger Than You Dreamt It). Émue et saisie de pitié, Christine rend le masque au Fantôme. Son protecteur la raccompagne ensuite jusque chez elle.
Pendant ce temps, Joseph Buquet, chef machiniste de l'Opéra, régale les choristes avec les histoires horrifiques du Fantôme de l'Opéra, prétendant que ce dernier tue en usant de son terrible lasso du Pendjab. Madame Giry avertit Buquet de tenir sa langue s'il ne veut pas attirer le malheur sur lui (Magical Lasso).
La maîtresse de ballet délivre ensuite une note du Fantôme aux directeurs : pour le tout nouvel opéra Il Muto, l'énigmatique compositeur exige que Christine remplace Carlotta dans le rôle phare de la Comtesse (Notes). Firmin et André sont violemment pris à partie par Carlotta et calment sa furie en lui jurant qu'elle restera leur tête d'affiche (Prima Donna).
La première d'Il Muto se passe sans incident jusqu'à ce que le Fantôme sabote la voix de la prima donna : il l'a réduit à un risible coassement (Poor Fool, He Makes Me Laugh). Firmin se rue sur scène pour éviter le naufrage et annonce au débotté que Christine reprend le rôle principal. Après quoi, il charge le chef d'orchestre de lancer le ballet pour faire patienter le public. Soudain, le cadavre de Joseph Buquet tombe des chevrons, pendu à un lasso du Pendjab. Le rire diabolique du Fantôme retentit dans tout l'auditorium.
Dans le chaos qui s'ensuit, Christine s'échappe avec Raoul. Le jeune couple se retrouve sur le toit. Elle lui raconte son escapade souterraine avec le Fantôme (Why Have You Brought Me Here / Raoul, I've Been There). Raoul est sceptique mais, face à la détresse de la jeune fille, il promet de l'aimer et de la protéger (All I Ask of You). Le Fantôme, qui a épié leur conversation, a le cœur brisé. Il jure de se venger. Dans l'auditorium, le lustre s'écrase sur la scène (All I Ask of You (Reprise)).

### Acte II

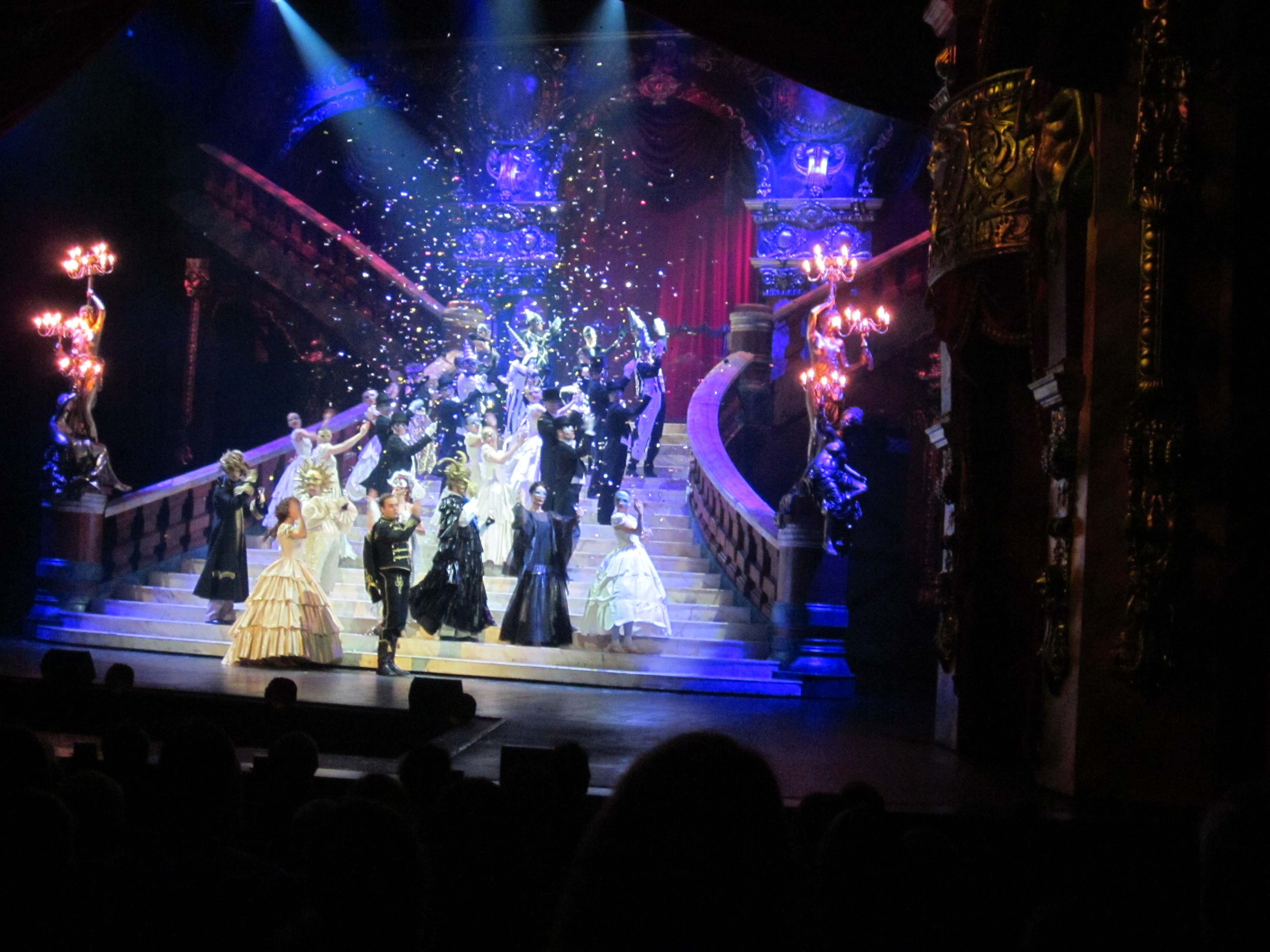
La scène de la mascarade à l'opéra philharmonique de Podlasie (Białystok).

Six mois se sont écoulés sans que le Fantôme ne manifeste sa présence. Christine et Raoul sont fiancés mais la jeune fille, toujours effrayée, refuse d'annoncer la nouvelle et préserve le secret de leur union future. L'Opéra accueille un grand bal masqué pour fêter son succès (Masquerade). Le Fantôme profite de la soirée pour effectuer une entrée tonitruante en costume de Mort Rouge. Il annonce au public qu'il a achevé son opéra, Don Juan Triumphant, et exige qu'il soit porté sur scène avec Christine dans le rôle principal. Il arrache la bague de fiançailles que Christine arbore autour du cou et disparaît (Why So Silent).
Raoul confronte alors Madame Giry. Le vicomte la croit plus informée qu'elle ne le laisse paraître au sujet du Fantôme et exige que la maîtresse de ballet lui révèle ce qu'elle sait. Quoique réticente, Madame Giry finit par céder et lui raconte l'histoire d'Erik : le Fantôme est un brillant érudit, magicien, architecte, inventeur et compositeur, né atrocement difforme. Craint et vilipendé par la société, il a été cruellement exhibé dans une cage lors des foires itinérantes jusqu'à ce qu'il finisse par s'échapper et se réfugier sous l'Opéra.
Raoul espère capturer le Fantôme lors de la première de Don Juan Triumphant. Il implore Christine de lui venir en aide : seule elle peut attirer le meurtrier dans le piège (Notes / Twisted Every Way).
Déchirée entre son amour pour Raoul et sa crainte du Fantôme, Christine se réfugie sur la tombe de son père, implorant ses conseils (Wishing You Were Somehow Here Again). Le Fantôme apparaît au sommet du mausolée (Wandering Child). Christine commence à succomber à l'influence de son ancien mentor mais son fiancé arrive pour la secourir. Le duel s'engage jusqu'à ce que Christine supplie Raoul de partir avec elle. Furieux, le Fantôme jure leur perte.
La première de Don Juan Triumphant a lieu : en tête d'affiche, Christine et le ténor vedette Piangi incarnent les personnages respectifs d'Aminta et de Don Juan. Pendant le duo passionné qui lie Don Juan et Aminta, Christine se rend compte que le Fantôme s'est substitué à Piangi (Don Juan Triumphant / The Point of No Return). Elle lui ôte calmement son masque, révélant son visage difforme à un public horrifié.
Exposé, le Fantôme prend la fuite : il enlève Christine et la ramène dans son antre. Le corps pendu de Piangi est révélé dans les coulisses et l'Opéra plonge dans le chaos. La foule en colère réclame vengeance pour les meurtres de Buquet et Piangi. Tous partent à la recherche du Fantôme. Madame Giry indique à Raoul comment trouver le repaire souterrain du Fantôme et l'avertit de se méfier du lasso (Down Once More / Track Down This Murderer).
Dans son repaire, le Fantôme force Christine à porter la robe de mariée. Raoul arrive mais est pris au piège dans le lasso du Pendjab. Le Fantôme pose un ultimatum à Christine : si elle reste avec lui, il épargnera Raoul mais si elle refuse, elle condamne le jeune homme à la mort (The Point of No Return Reprise). Christine console le Fantôme, lui assure qu'il n'est pas seul, et l'embrasse.
Ayant été témoin pour la première fois de la gentillesse et la compassion, le Fantôme libère Raoul. Il libère également Christine de sa promesse, lui assure qu'il l'aime et la laisse partir avec son fiancé. En larmes, Christine quitte le repaire avec le vicomte.
Alors que ceux qui le traquent se rapprochent, Erik se blottit sous sa cape. Meg Giry est la première à pénétrer dans l'antre. Elle s'approche et retire la cape. Le Fantôme a disparu, seul subsiste son célèbre masque (Finale)...

## Personnages
- Erik, le Fantôme de l'Opéra : à la fois héros et antagoniste de la comédie musicale. Défiguré à la naissance, il est exhibé dans des foires itinérantes et jeté à la merci d'un public voyeuriste. Lorsqu'il réussit à s'échapper, il trouve refuge dans les dédales de l'Opéra de Paris. S'il est remarquable dans son Art, le Fantôme s'avère également brutal et manipulateur, prêt à tout pour arriver à ses fins. Génie torturé, talentueux et exigeant, il n'aura de cesse de créer l'œuvre de sa vie et de trouver la personne digne de l'interpréter. Cette personne sera Christine Daaé, une jeune fille qu'il prendra pour élève et dont il s'éprendra. Cet amour s'avèrera fatal, pour lui comme pour elle.

- Christine Daaé : jeune fille rêveuse, romanesque et sensible, unique enfant d'un violoniste suédois renommé, Christine est choriste à l'Opéra de Paris. Elle se révèle une chanteuse émérite. Elle a pour professeur un homme qu'elle n'a jamais vu et qu'elle surnomme l'Ange de la Musique. Elle le croit un temps envoyé par son père défunt, avant d'apprendre qu'il s'agit du Fantôme de l'Opéra. Christine a une relation très ambiguë vis-à-vis d'Erik, qu'elle aime et redoute à la fois. Elle lui témoigne en outre une compassion sincère. En ce sens, elle est sans doute la seule, avec Madame Giry, à avoir témoigné de l'affection au Fantôme. Lorsqu'elle accède à la notoriété, Christine retrouve son ami d'enfance Raoul, le vicomte de Chagny. Lorsqu'il s'éprend d'elle et qu'elle lui retourne son affection, leur relation déclenche les foudres du Fantôme.
- Raoul, vicomte de Chagny : jeune noble charmant, il est l'ami d'enfance de Christine qu'il surnomme affectueusement Little Lotte. Il est en outre l'un des mécènes de l'Opéra où officie cette dernière. Raoul incarne un certain idéal chevaleresque ; il s'avère en effet courageux, déterminé, pragmatique et exalté quoique parfois trop téméraire - ce qui manque de lui coûter la vie lors de la confrontation finale avec son ennemi. Le vicomte est le rival du Fantôme, sur lequel il diffère en tous points : sa nature solaire et romantique s'oppose à celle d'Erik, plus obscure et sensuelle. Il doit son salut à la dévotion de Christine, prête à tout pour lui sauver la vie.
- Carlotta Guidicelli : prima donna de l'Opéra, capricieuse, mesquine, grandiloquente et jalouse. Evincée par le talent de Christine et les manipulations du Fantôme, elle voudra un temps reprendre sa place en tête d'affiche. Cela lui vaudra de sévères réprimandes : Erik l'humiliera publiquement lors de la première représentation d'un nouvel opéra, Il muto.
- M. Richard Firmin et M. Gilles André : les nouveaux propriétaires de l'Opéra, très vite dépassés par les évènements. Ils montrent néanmoins un certain sens de la débrouillardise (Firmin sauve notamment Il muto du désastre en imposant Christine au débotté) et appuient Raoul dans son plan pour arrêter le Fantôme. Le tandem témoigne en outre d'une solide amitié. Leurs interactions constituent l'un des principaux ressorts comiques du spectacle.
- Madame Giry : la maîtresse de ballet de l'Opéra. Elle veille au bon fonctionnement des lieux et protège Christine comme sa propre fille. Elle est stricte, réfléchie et intègre. Complice du Fantôme, elle cessera de le protéger lorsqu'il cèdera à ses pulsions meurtrières. Elle apporte son aide à Raoul en lui dévoilant l'histoire d'Erik et en lui indiquant comment retrouver Christine, enlevée par le Fantôme.
- Meg Giry : la fille de Madame Giry et meilleure amie de Christine. C'est une ballerine douce et rêveuse, fascinée par le Fantôme et assez débrouillarde. Elle se révèle une amie dévouée et une confidente attentive.
- Joseph Buquet : chef machiniste de l'Opéra, hâbleur et particulièrement loquace en matière d'histoires sordides. Il se plaît à colporter des légendes sur le Fantôme, dont il sera la première victime.
- Piangi : ténor vedette de l'Opéra, choisi pour incarner le rôle titre dans Don Juan Triumphant, la pièce du Fantôme. Il sera assassiné par Erik.

## Numéros musicaux[1]

### Prologue
- Prologue – Commissaire-priseur, Raoul, la troupe
- Overture (Ouverture) – Instrumental

### Acte I
- Hannibal l Rehearsal (Hannibal / Répétitions) – Carlotta, Piangi, Reyer, Lefevre, André, Firmin, Madame Giry, Meg, Buquet, la troupe
- Think of Me (Pense à moi) – Carlotta, Christine, Raoul
- Angel of Music (Ange de la musique) – Christine, Meg
- Little Lotte (Petite Lotte) – Raoul, Christine
- The Mirror / Angel of Music) (Le Miroir / Ange de la musique) – Christine, le Fantôme
- The Phantom of the Opera (Le Fantôme de l'Opéra) – Le Fantôme, Christine
- The Music of the Night (La musique de la nuit) – Le Fantôme
- I Remember / Stranger Than You Dreamt It (Je me rappelle / Plus fort qu'en tes rêves)  – Christine, le Fantôme
- Magical Lasso (Lasso magique) – Buquet, Meg, Madame Giry, le corps de ballet
- Notes / Prima Donna  – Firmin, André, Raoul, Carlotta, Madame Giry, le Fantôme
- Il Muto / Poor Fool, He Makes Me Laugh (Il Muto / Pauvre fou, il me fait rire) – Carlotta, la troupe
- Why Have You Brought Me Here / Raoul, I've Been There (Pourquoi m'as-tu amené ici / Raoul, j'y suis allée) – Raoul, Christine
- All I Ask of You (C'est tout ce qu'il me faut) – Raoul, Christine
- All I Ask of You (reprise) (C'est tout ce qu'il me faut reprise) – Le Fantôme

### Acte II
- Entr'acte (Entracte) – Instrumental
- Masquerade (Mascarade) – André, Firmin, la troupe
- Why So Silent (Pourquoi ce silence) – Le Fantôme
- Notes / Twisted Every Way (Notes / Tordu en tout sens) – André, Firmin, Carlotta, Piangi, Raoul, Christine, Madame Giry, le Fantôme
- Don Juan Triumphant Rehearsal (La répétition de Don Juan Triomphant) – Christine, Piangi, Reyer, Carlotta, Madame Giry, la troupe
- Wishing You Were Somehow Here Again (J’aimerais tant que vous soyez là) – Christine
- Wandering Child / Bravo, Monsieur (Enfant errante / Bravo Monsieur) – Le Fantôme, Christine, Raoul
- Don Juan Triumphant (Don Juan Triomphant) – Carlotta, Piangi, Christine, la troupe
- The Point of No Return (Le point de non retour) – Le Fantôme, Christine
- Down Once More / Track Down This Murderer (Encore une fois / Traquer ce meurtrier) – Le Fantôme, Madame Giry, Raoul, la troupe
- Finale – Christine, le Fantôme, Raoul, la troupe

## Distributions anglophones
| Personnage                  | West End (1986)  | Broadway (1988)  | Los Angeles (1990)        | Canada (1989)          | Australie (1990)  | Las Vegas (2006)                          | 25e anniversaire au Royal Albert Hall (2011) | Tournée mondiale (2019)      |
| --------------------------- | ---------------- | ---------------- | ------------------------- | ---------------------- | ----------------- | ----------------------------------------- | -------------------------------------------- | ---------------------------- |
| Erik, le Fantôme de l'Opéra | Michael Crawford | Michael Crawford | Michael Crawford          | Colm Wilkinson         | Anthony Warlow    | Brent Barrett Anthony Crivello            | Ramin Karimloo                               | Jonathan Roxmouth            |
| Christine Daaé              | Sarah Brightman  | Sarah Brightman  | Dale Kristien Mary D'Arcy | Rebecca Caine          | Marina Prior      | Sierra Boggess Elizabeth Loyacano         | Sierra Boggess                               | Meghan Picerno Clara Verdier |
| Christine Daaé              | Claire Moore     | Patti Cohenour   | Dale Kristien Mary D'Arcy | Rebecca Caine          | Marina Prior      | Sierra Boggess Elizabeth Loyacano         | Sierra Boggess                               | Meghan Picerno Clara Verdier |
| Raoul, vicomte de Chagny    | Steve Barton     | Steve Barton     | Reece Holland             | Byron Nease            | Dale Burridge     | Tim Martin Gleason                        | Hadley Fraser                                | Matt Leisy                   |
| Carlotta Guidicelli         | Rosemary Ashe    | Judy Kaye        | Leigh Munro               | Lyse Guerin            | Christa Leahmann  | Elena Jeanne Batman Geena Jeffries Mattox | Wendy Ferguson                               | Beverly Chiat                |
| M. Gilles André             | David Firth      | Cris Groenendaal | Norman Large              | Paul Massel            | John O'May        | John Leslie Wolfe                         | Gareth Snook                                 | Curt Olds                    |
| M. Richard Firmin           | John Savident    | Nicholas Wyman   | Calvin Remsberg           | Gregory Cross          | Jon Ewing         | Lawson Skala                              | Barry James                                  | James Borthwick              |
| Madame Giry                 | Mary Millar      | Leila Martin     | Barbara Lang              | Kristina-Marie Guiguet | Geraldene Morrow  | Rebecca Spencer                           | Liz Robertson                                | Melina Kalomas               |
| Meg Giry                    | Janet Devenish   | Elisa Heinsohn   | Elisabeth Stringer        | Donna Rubin            | Sharon Millerchip | Brianne Kelly Morgan                      | Daisy Maywood                                | Kiruna-Lind Devar            |

## Distributions internationales
| Personnage                  | Budapest (2002)                                   | Varsovie (2008)                                                              | Mogador - Version Française annulée (2016) | Québec - Version Française (2020) | Yerres - Version Française School Edition (2022) |
| --------------------------- | ------------------------------------------------- | ---------------------------------------------------------------------------- | ------------------------------------------ | --------------------------------- | ------------------------------------------------ |
| Erik, le Fantôme de l'Opéra | Attila Csengeri Zoltán Miller Sándor Sasvári      | Damian Aleksander Tomasz Steciuk Łukasz Zagrobelny Paweł Podgórski           | Garðar Thór Cortes                         | Hugo Laporte                      | Edwin Latouff Paul Barrière                      |
| Christine Daaé              | Eszter Bíró Linda Királ Andrea Mahó Renata Krassy | Paulina Janczak Edyta Krzemień Kaja Mianowana                                | Sierra Boggess                             | Anne-Marine Suire                 | Marion David                                     |
| Christine Daaé              | Eszter Bíró Linda Királ Andrea Mahó Renata Krassy | Paulina Janczak Edyta Krzemień Kaja Mianowana                                | Anne-Marine Suire                          | Anne-Marine Suire                 | Marion David                                     |
| Raoul, vicomte de Chagny    | Zsolt Homonnay Zoltán Miller Gabor Bot            | Marcin Mroziński Piotr Domalewski Łukasz Talik                               | Bastien Jacquemart                         | Guillaume Beaudoin                | Barnabé Craker                                   |
| Carlotta Guidicelli         | Erzsébet Pelle Orsolya Röser Mónika Sáfár         | Barbara Melzer Anna Gigiel Monika Rowińska                                   | Serenad                                    | Natalie Choquette                 | Célia Perez                                      |
| M. Gilles André             | István Mikó Béla Szerednyey                       | Paweł Strymiński Wojciech Dmochowski Wojciech Socha                          | Jacques Rebaldi                            | Etienne Isabel                    | Guillaume Cornet                                 |
| M. Richard Firmin           | Tomasz Galbenisz Robert Weil                      | Grzegorz Pierczyński Jakub Szydłowski                                        | Wim van den Driessche                      | Sébastien Comtois                 | Adrien Chausson                                  |
| Madame Giry                 | Viktória Bajza Ilona Bencze                       | Anna Sztejner Katarzyna Walczak                                              | Christine Tocci                            | Geneviève Charest                 | Noémie Tailleu                                   |
| Meg Giry                    | Patrícia Kuthy Judit Ladinek Viktória Varady      | Ida Nowakowska Katarzyna Wach Agnieszka Mrozińska Ewa Lachowicz Kamila Szmyt | Emmanuelle Guelin                          | Lucie St-Martin                   | Camille Herblot                                  |

## Bande originale
Sa bande originale est l'un des albums les plus vendus au monde : les estimations se portent entre 24 et 40 millions d'exemplaires écoulés,. Certains professionnels affirment que « [ses] quelques notes d'ouverture explosives [sont] devenues aussi célèbres que celles de la 5e Symphonie de Beethoven ou de la marche impériale de Darth Vader (Star Wars) ».
En 1987, les héritiers de Giacomo Puccini attaquent Lloyd Webber en justice : Music of the Night présente des similitudes avec l'aria Quello che tacete, tirée de l'opéra La fanciulla del West,. Le litige se règle à l'amiable, pour un montant non divulgué,.
En 1990, l'auteur-compositeur américain Ray Repp intente également une action en justice contre Lloyd Webber : il affirme que le tube de The Phantom of the Opera est basé sur une chanson qu'il a composée en 1978, intitulée Till You. Après huit ans de litige, y compris une contre-poursuite infructueuse de Lloyd Webber affirmant que Till You était en réalité un plagiat de son morceau Close Every Door (Joseph and the Amazing Technicolor Dreamcoat), le jury tranche en faveur du britannique.
Lloyd Webber a longtemps été accusé d'avoir plagié le morceau Echoes de Pink Floyd, pour le thème d'ouverture . Le compositeur-interprète du groupe Roger Waters envisage durant un temps d'intenter une action en justice, avant d'y renoncer. Au lieu de cela, Waters règle ses comptes avec Lloyd Webber via le morceau It's a Miracle, sur son album solo Amused to Death.

## Productions

### Production originale du West End

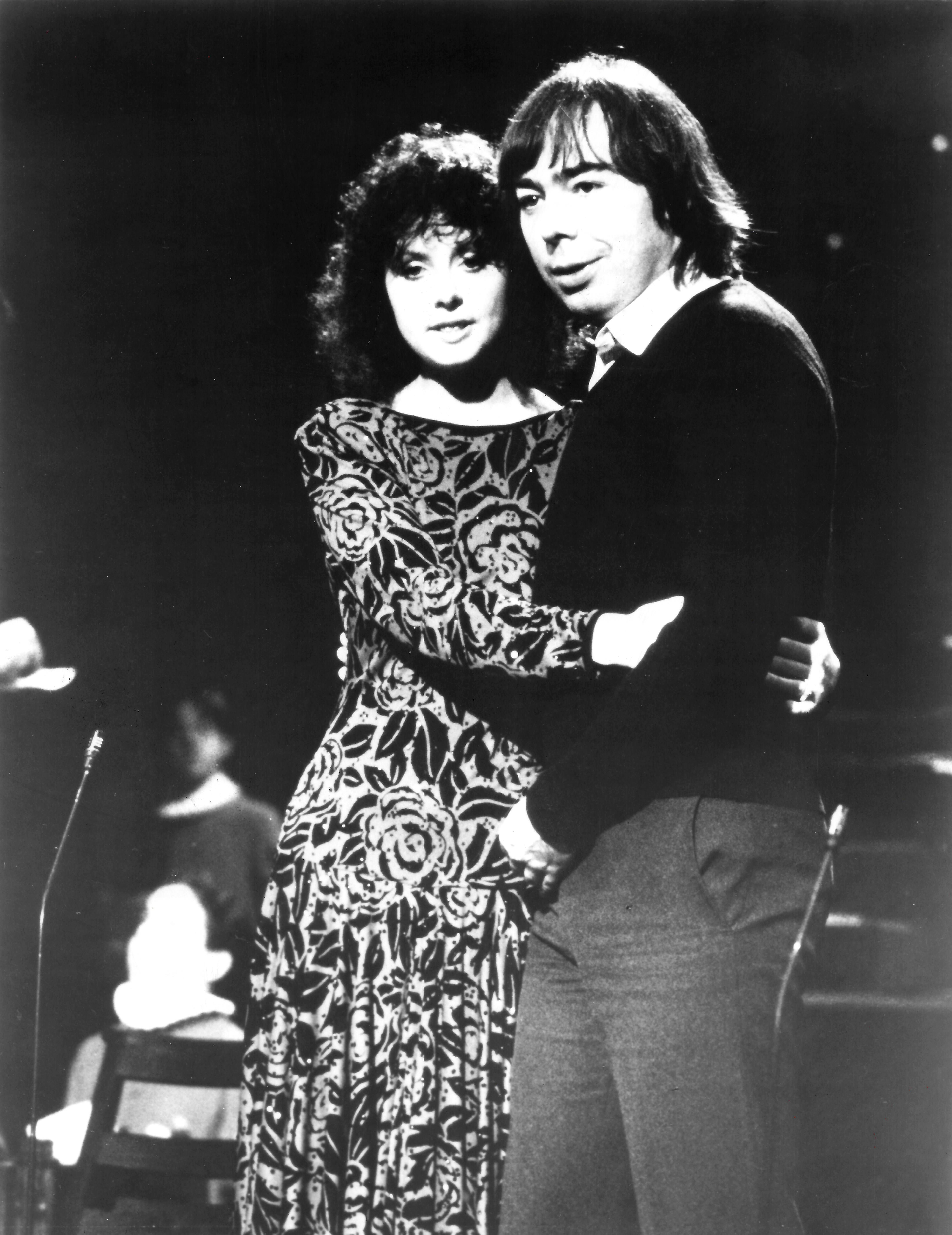
Lloyd Webber et Sarah Brightman, pour qui il a créé le rôle de Christine.

En 1984, Lloyd Webber contacte Cameron Mackintosh, le coproducteur de Cats, pour lui proposer une nouvelle comédie musicale. Il envisage de créer une grande pièce romantique et propose comme base le livre de Gaston Leroux, Le Fantôme de l'Opéra. Sa vision s'inspire de deux adaptations cinématographiques du Fantôme de l'Opéra, celle de 1925 avec Lon Chaney et celle de 1943 avec Claude Rains.
Concernant le parolier, Lloyd Webber pense tout d'abord à Jim Steinman pour son style « sombre obsessionnel » mais ce dernier, déjà à l'œuvre sur un album de Bonnie Tyler, refuse. Alan Jay Lerner est ensuite recruté mais tombe gravement malade peu après avoir rejoint le projet ; il est alors contraint de se retirer et aucune de ses contributions ne sera créditée, y compris le morceau Masquerade qu'il a en grande partie rédigé,. Richard Stilgoe, le parolier de Starlight Express, est ensuite embauché : il écrit la plupart des paroles originales du spectacle. Charles Hart, un jeune parolier alors relativement inconnu, participe à son tour au Phantom of the Opera. Il retravaille de nombreux textes et signe l'intégralité des paroles de Think of Me. Néanmoins, certaines contributions originales de Stilgoe figurent toujours dans la version finale,.
Le premier rôle féminin est écrit spécialement pour la voix de Sarah Brightman, à l'époque épouse de Lloyd Webber.
The Phantom of the Opera se joue sans interruption au Her Majesty's Theatre de Londres, de sa création en 1986 à 2020. Pas moins de 230 costumes, 130 acteurs, musiciens et membres de l'équipe technique, 281 bougies et un chandelier de trois mètres de large sont nécessaires pour mettre en scène cette pièce à dimension baroque, ayant recours à d'importants effets scéniques.
La production originale du West End au Her Majesty's Theatre de Londres a pris fin en 2020, interrompue par la pandémie de COVID-19. Une nouvelle production a ouvert ses portes dans le même théâtre en juillet 2021.
L’actrice et chanteuse française Lily Kerhoas incarne depuis le 31 juillet 2023 le rôle de Christine Daaé à His Majesty’s Theatre, Londres. C’est la première française à incarner le rôle dans le théâtre où a été créé la pièce.

### Production de Broadway

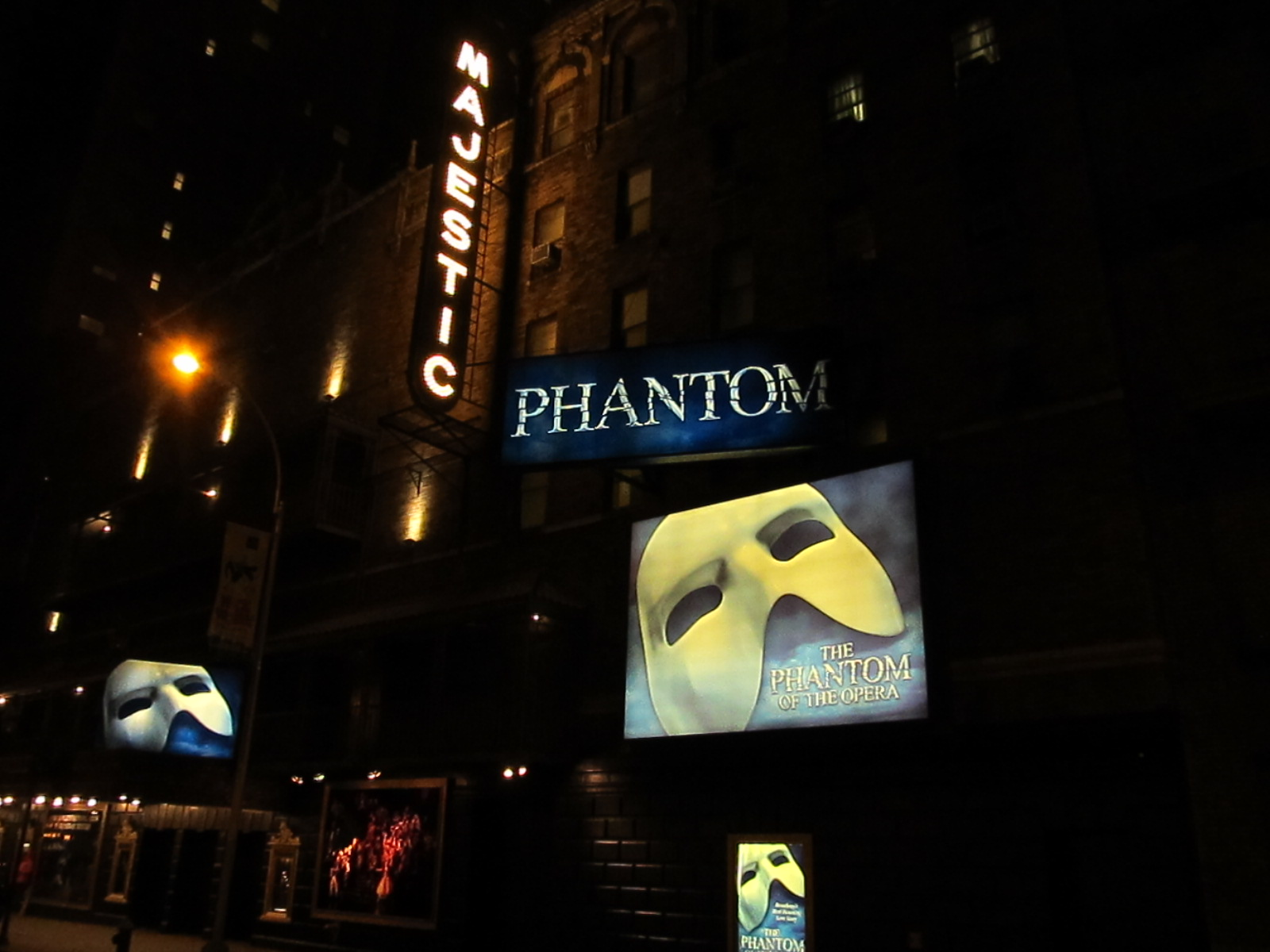
Le spectacle à l'affiche du Majestic Theatre, sur Broadway.

Le succès phénoménal de son spectacle au Royaume-Uni pousse Lloyd Webber à lancer une production sur Broadway en 1988. Cette annonce met un frein au projet Phantom, dont les investisseurs se retirent dès lors.
Depuis le 9 janvier 2006, The Phantom of the Opera est premier sur la liste des comédies musicales les plus jouées en continu à Broadway, devant Cats (7 485 représentations) et la comédie musicale ayant amassé le plus de recettes aux guichets, avec des revenus de 3,2 milliards de dollars.
La production originale de Broadway a joué sa dernière représentation le 16 avril 2023, après 35 ans à l'affiche.

### The Phantom of the Operaautour du monde
The Phantom of the Opera a été joué dans plus de 150 villes. The Phantom of the Opera est visible en 2004 simultanément dans sept pays : au Royaume-Uni, aux États-Unis (deux troupes : une à Broadway, une autre en tournée), au Danemark, en Allemagne, en Hongrie, au Japon et en Espagne.

### Production de Las Vegas

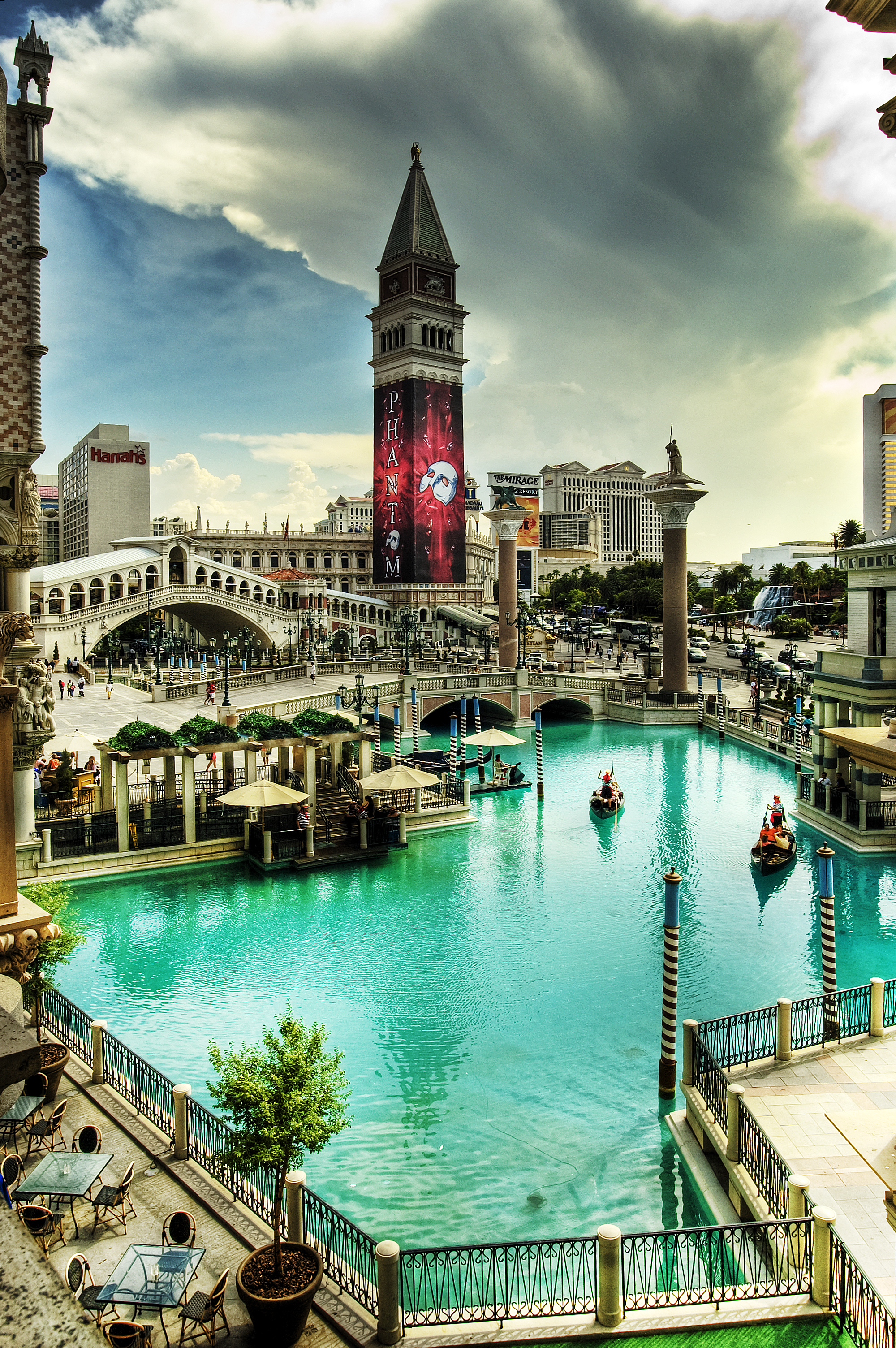
Le spectacle au Venetian.

Une production pensée pour Las Vegas et renommée Phantom: The Las Vegas Spectacular a ouvert le 24 juin 2006 à The Venetian. Le spectacle a pour tête d'affiche Brent Barrett et Anthony Crivello dans le rôle d'Erik, Sierra Boggess et Elizabeth Loyacano campent en alternance Christine et Tim Martin Gleason incarne Raoul. Le théâtre est construit spécifiquement pour le spectacle, afin de ressembler au véritable Opéra Garnier.
La mise en scène et la chorégraphie incombent à Harold Prince et Gillian Lynne. David Rockwell s'occupe des effets scéniques : le spectacle présente en effet une technologie et des effets spéciaux avancés, y compris un lustre capable de se réassembler dans les airs pendant l'ouverture. De plus, la technologie employée dans la salle permet à l'ensemble de cette dernière de se transformer et d'évoquer les années 1880.
Chaque représentation dure 95 minutes sans entracte. Le spectacle a donc été écourté d'environ 45 min : la répétition de Don Juan Triumphant disparaît, les morceaux Poor Fool, He Makes Me Laugh et The Point of No Return ont été raccourci.
D'autres changements rapprochent cette production du film de 2004 : la chute du lustre survient par exemple à l'apogée du spectacle, pendant The Point of No Return, et non au premier acte.
Pour des raisons économiques, Phantom: The Las Vegas Spectacular a fermé le 2 septembre 2012, après cinq ans et près de 2 700 représentations. Révélée durant cette production, Boggess reprendra le rôle de Christine à deux reprises : pour les vingt-cinq ans du spectacle au Royal Albert Hall et sur la scène de Mogador.

### Version francophone
Courant 2016, le théâtre Mogador annonce la première production française basée sur l'œuvre de Webber. Le livret est écrit par Nicolas Engel. La mise en scène revient à Harold Prince, les chorégraphies sont signées Gillian Lynne et les lumières sont dévolues à Andrew Bridge. Corinne Pagé crée plus de 230 costumes pour cette production. Le ténor Islandais Garðar Thór Cortes, qui avait campé le personnage de Raoul dans des productions antérieures, tient ici le rôle titre ; Sierra Boggess interprète à nouveau Christine Daaé, qu'elle avait incarnée en 2011 au Royal Albert Hall ; Bastien Jacquemart complète le trio amoureux en endossant le rôle de Raoul ; Anne-Marine Suire joue le rôle de Christine en alternance. Le dimanche 25 septembre 2016, un incendie ravage le plancher du théâtre et une partie des décors,. Après avoir été reporté à plusieurs reprises, le spectacle est finalement annulé fin décembre 2016.
La première version française officielle fut présentée en version concert par l'Orchestre de la Francophonie au Monument-National à Montréal (Canada) le vendredi 13 juillet 2018. Le livret utilisé est celui de Nicolas Engel, lequel avait œuvré sur la production parisienne du théâtre Mogador.

## Suite
The Phantom of the Opera possède une suite officielle mais controversée, Love Never Dies. Composée également par Andrew Lloyd Webber, le postulat reprend en partie les thématiques du roman The Phantom of Manhattan de Frederick Forsyth. La trame suit les personnages principaux du Phantom of the Opera mais se déroule à Coney Island.
La comédie musicale se joue à l'Adelphi Theatre de Londres depuis février 2010. En dépit du succès, les retours de la presse comme du public sont pour la plupart négatifs,.

## The Phantom of the Operadans la culture
Plusieurs morceaux de The Phantom of the Opera sont repris lors de l'émission télévisée Andrew Lloyd Webber: The Royal Albert Hall Celebration, en 1998. Sarah Brightman y interprète The Music of the Night. Elle est également en duo avec Antonio Banderas sur le célèbre morceau éponyme et avec Michael Ball sur All I Ask Of You. Les bénéfices du concert vont au National Youth Music Theatre, l'association caritative britannique parrainée par Lloyd Webber. Diffusé pour les cinquante ans du compositeur, le spectacle est par la suite édité en cassette et cd puis dvd.
Le film Le Fantôme de l'Opéra, réalisé par Joel Schumacher et directement inspiré de la comédie musicale, est sorti en 2004.
En 2019, la chanson Masquerade a été reprise par plusieurs acteurs de la série télévisée Les Nouvelles Aventures de Sabrina : Kiernan Shipka, Ross Lynch, Lucy Davis, Jaz Sinclair, Tati Gabrielle, Gavin Leatherwood et Miranda Otto entonnent le célèbre morceau dans le dernier épisode de la première saison.